# 若江城の戦い
若江城の戦い（わかえじょうのたたかい）は、天正元年（1573年）に河内国若江城で行なわれた織田信長軍と三好義継軍の合戦である。

## 発端
元亀4年（1573年）4月に武田信玄が死去すると、信長包囲網は織田軍の反攻を受けて一気に瓦解し、朝倉義景や浅井長政らは信長に討たれ、信長包囲網の黒幕である室町幕府第15代将軍・足利義昭は京都から河内の三好義継（義昭の妹婿）のもとに追放された。
しかし義昭は追放されたにもかかわらず、諸国の大名に対して信長討伐令の御内書を乱発し、義継も義兄に当たる義昭に次第に同調する動きを見せた。このため、信長は天正元年（1573年）11月4日に上洛し、義継の討伐を決めたのである。

## 若江城の戦い
三好氏ではこの頃、内紛が起こっていた。義昭に同調して信長に強硬的な姿勢を見せる義継に対して、家老の多羅尾常陸介（多羅尾右近）・池田教正・野間長前（野間佐吉）ら若江三人衆らは信長の実力を恐れて信長に誼を通じ、義継にも信長への従属を勧めていた。このため義継はこの3人を遠ざけ、寵臣の金山駿河守武春を家老にして反信長の姿勢を固めていた。
そして信長が派遣した佐久間信盛率いる大軍が若江城に攻めてきた。義継は籠城して迎え撃ったが、肝心の義昭が近臣だけを連れて堺に逃亡したために士気が奮わず、さらに主家が滅ぼされることを恐れた若江三人衆が金山駿河守を殺害し、佐久間の軍勢と内通して城門に引き入れてしまった。このため、義継の敗戦は決定的となった。
義継は妻子一族を自ら殺害し、10日以上も奮戦したが、11月16日に近臣の那須久右衛門家富に介錯させて自害した。
- 「三好左京大夫（三好義継）殿非儀を相構へらるるに依つて、家老の衆多羅尾右近（常陸介）・池田丹後守（教正）・野間佐吉（長前）、両三人別心企て、金山駿河万端一人の覚悟に任せ候の間、金山駿河を生害させ……（中略）……天主の下迄攻逃候処、叶ひ難く思食し、御女房衆・御息達皆さし殺し切て出、余多の者に手を負せ、其後左京大夫殿腹十文字に切、比類なき御働き、哀れなる有様なり」（信長公記）

## 影響
義継の死により、京都で栄華を思いのままにした三好本家も滅亡した。その後、河内高屋城にあった三好康長も信長に降伏して河内は織田氏の支配下に入り、若江城以外の河内の城は破却され、この国は織田家の石山本願寺攻めの拠点のひとつとして重要視されることとなる。